# Bowser (azienda)
La S.F. Bowser & Co. è stata un'azienda statunitense fondata nel 1885 da Sylvanus Bowser, costruttrice di quella che è considerata la prima pompa di benzina della storia.

## Storia

Particolare di un distributore Bowser dei primi decenni del '900 esposto al Museo Fisogni

Sylvanus Freelove Bowser (8 agosto 1854 - 3 ottobre 1938) inventò e commercializzò la prima pompa espressamente pensata per il carburante a partire dal 1885, anno di inizio di attività dell'azienda. Il successo dei primissimi modelli portò all'espansione dell'attività, che nel 1889 vedeva impiegati 12 operai in fabbrica e 14 agenti di vendita. Nel 1894 e nel 1897 l'azienda fu danneggiata da incendi, che non interruppero però la sua crescita.
Nel 1905, la Bowser lanciò un nuovo modello innovativo, la cosiddetta pompa misuratrice (self-measuring pump); maneggevole e funzionale, era particolarmente adatta per empori e officine: in una piccola struttura in legno stavano un serbatoio metallico e una pompa a pistone azionata a leva, solitamente dotata di tubo flessibile che veniva utilizzato per l'erogazione.

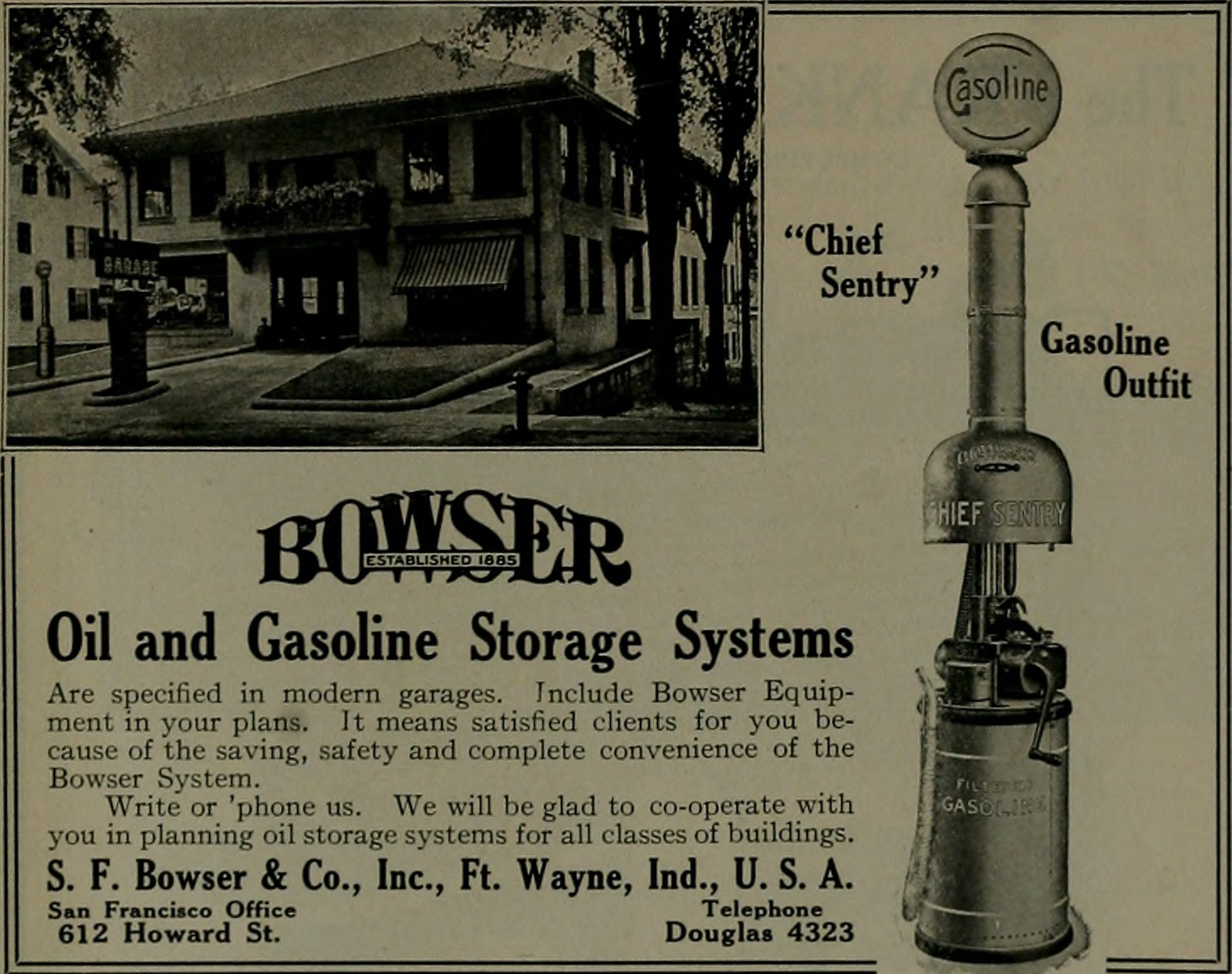
Una pubblicità del 1917 dei distributori Bowser

Successivamente, l'attività dell'azienda si estese alla misurazione e al trattamento di vari liquidi e a vari sistemi di purificazione e filtraggio per vari settori, dalle piscine alla ristorazione.

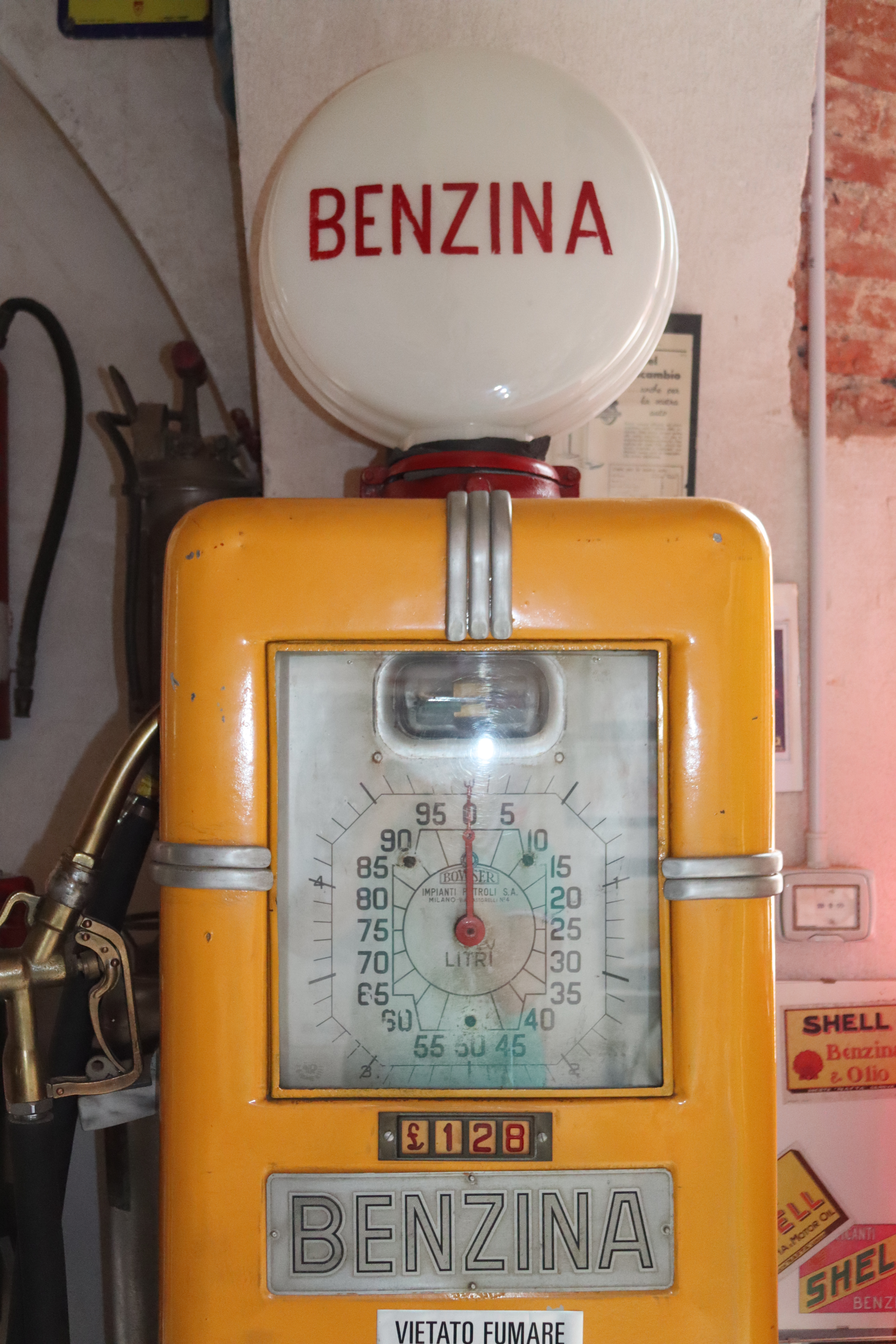
Modello costruito in Italia negli anni '30

Furono aperte filiali in tutto il mondo e bowser divenne in alcuni paesi un termine di uso comune per indicare i distributori di carburante, le autocisterne (soprattutto negli aeroporti), ed infine per qualsiasi tipo di autocisterna semovente con la capacità di erogare direttamente ai consumatori.
Dopo la Seconda guerra mondiale, l'azienda attraversò un periodo di crisi economica e iniziò a vendere i propri distributori a prezzo ribassato. Nel 1951 l'azienda contava 2.000 dipendenti e 14 uffici in Nordamerica.
La società fu acquisita nel 1960 dalla Keene Corporation di Greenville, nel Tennessee, e lo stabilimento di Fort Wayne venne chiuso. Il nome Bowser scomparve definitivamente all'inizio degli anni '70.
L'attività di purificazione dell'olio fu ceduta nel 1978 e successivamente commercializzata con il nome di Enervac. Keene ha dichiarato bancarotta nel 1993, a causa di un gran numero di azioni legali relative all'amianto.
Il termine bowser è ancora di uso comune in Nuova Zelanda e Australia per indicare le pompe di carburante, mentre nel Regno Unito la parola viene tuttora utilizzata in riferimento a cisterne per l'acqua su ruote (automatizzate o trainate), utilizzate per fornire acqua dolce in aree in cui sono state interrotte le normali forniture.